# Transmissió semiautomàtica

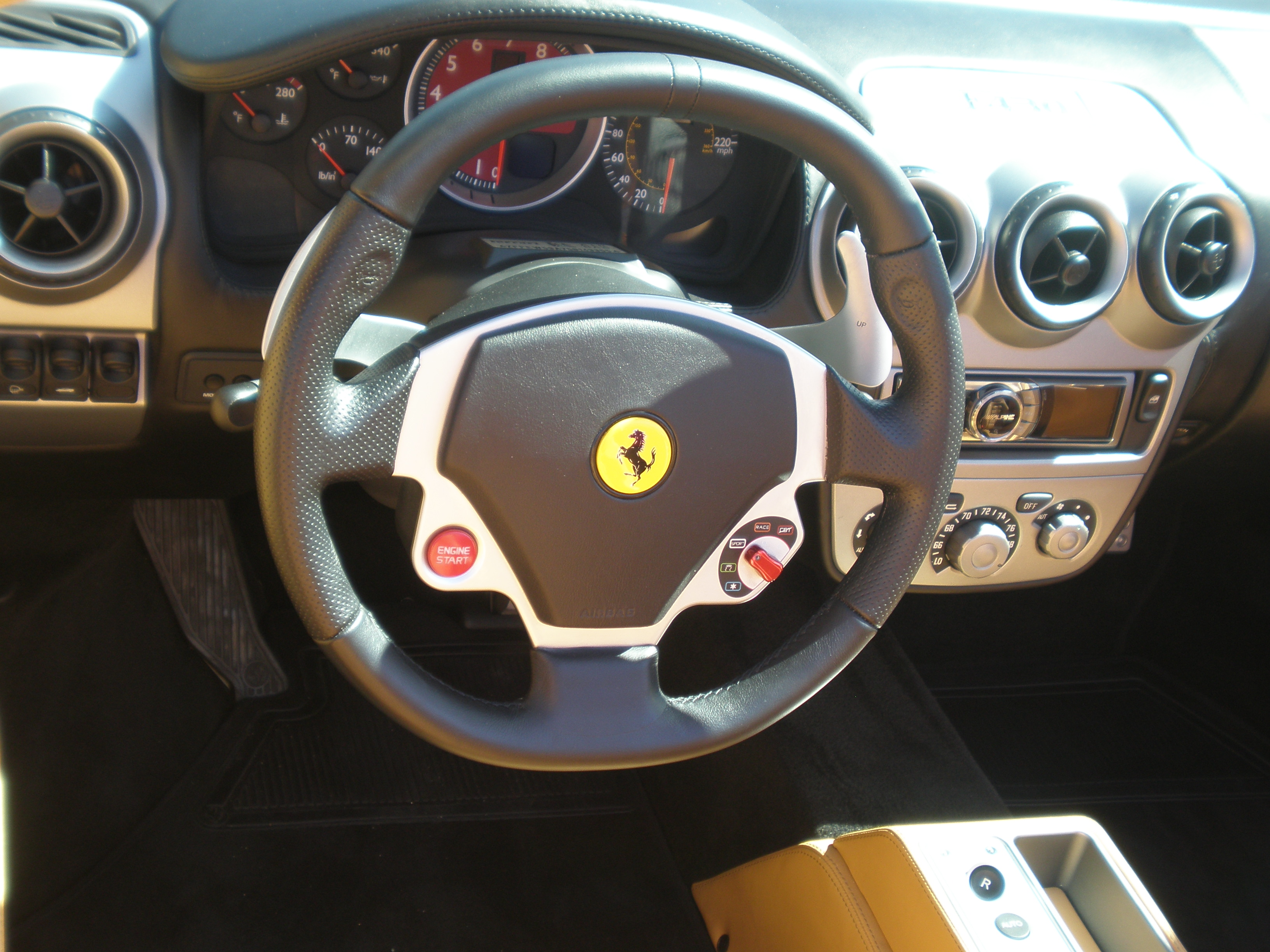
Conduir un Ferrari F430 que utilitza botons per canviar de marxa és un exemple d’un cotxe amb transmissió semiautomàtica.

Una caixa de canvis semiautomàtica o caixa de canvis automatitzada és un sistema que utilitza ordinadors i sensors per fer canvis de marxes, aquest sistema va ser dissenyat pels fabricants de cotxes per tal de donar una millor experiència de conducció als conductors, especialment a les ciutats on si hi ha és un gran canvi de marxa del conductor.
En realitat, els cotxes que fan servir «botons» en els canvis de marxa, els seus canvis, com el Ferrari, que va ser pioner el 1989, són mecànics. El sistema és electrònic, de manera que hi ha canvis mecànics amb el control electrònic de canvis.
L’ús de la caixa de canvis semiautomàtica ha anat guanyant preferència sobre la caixa de canvis automàtica, principalment en vehicles de mida petita i mitjana.

## Ús

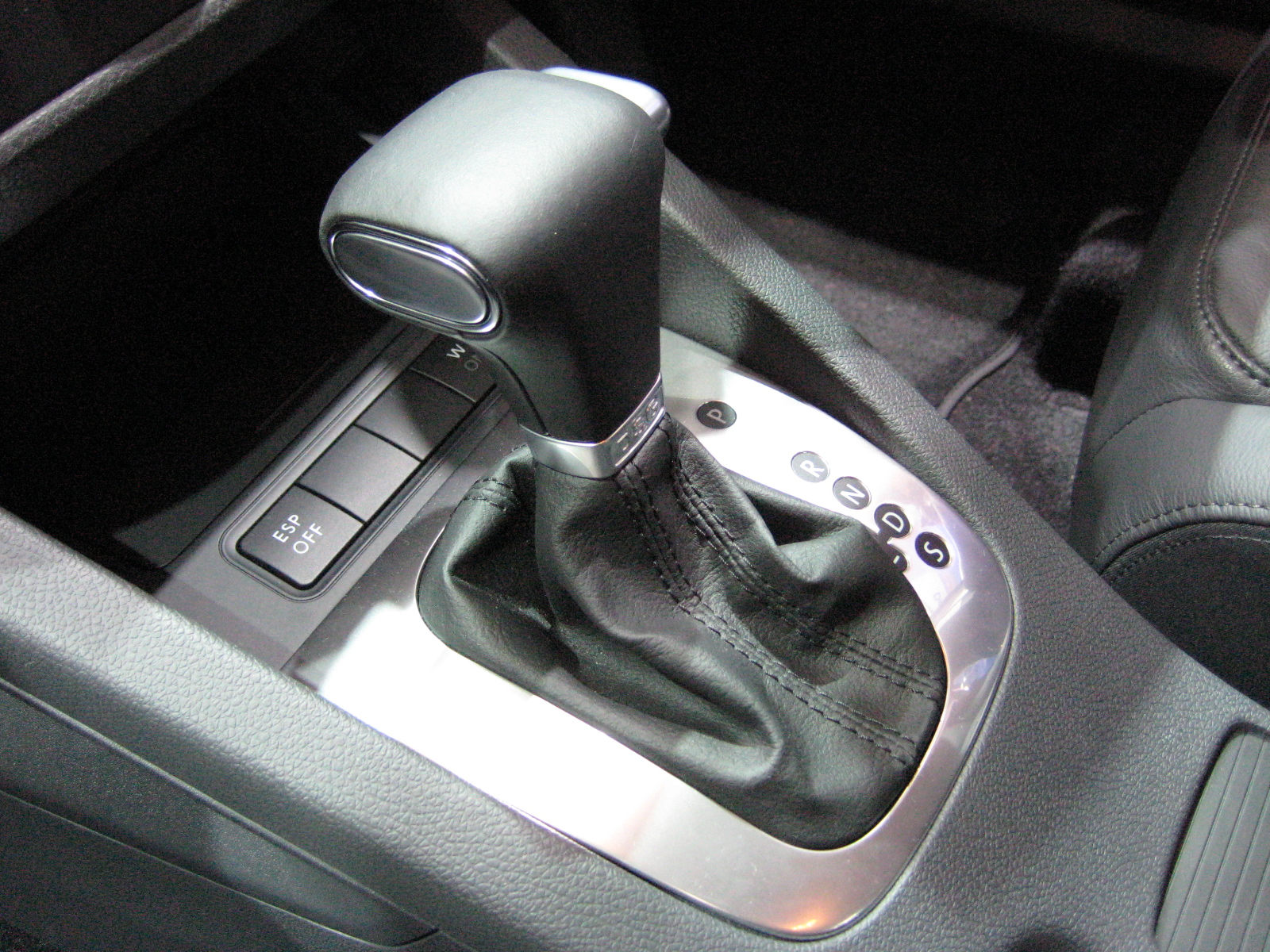
Palanca de control d’una transmissió automàtica DSG (Volkswagen).

En general, la transmissió semiautomàtica presenta les opcions següents, recordant que sempre es recomana que quan canviï aquestes opcions el conductor trepitgi el fre:
- N (Neutral) : posició neutra neutra que s'ha d'utilitzar en iniciar i apagar. No bloqueja les rodes motrius.
- R (Revers) : Revers.
- A / M (automàtic / manual) o D / M (accionament / manual): canvia entre el mode de canvi de marxa automàtic realitzat per l'ordinador; o manual, fet pel conductor.
- S (Sport) : botó que activa el mode esportiu, que s’utilitza per a acceleracions ràpides on es canvien les marxes a velocitats elevades (només per al mode automàtic).
- + i - : s'utilitza per augmentar o disminuir la velocitat seqüencialment, només s'utilitza per al mode manual, també es poden disposar a prop de la direcció del conductor (els anomenats canvis de botó).

## Disseny i funcionament
A diferència de la caixa de canvis automàtica, que en la seva majoria utilitza el sistema d’engranatges epicicloïdals (d’altres com CVT o Toroidal utilitzen sistemes diferents) que sempre estan acoblats entre si, a la caixa de canvis semiautomàtica s’utilitza el mateix sistema que el model de caixa de canvis manual, amb cada canvi representar un engranatge i estar acoblat individualment per un mecanisme controlat per control electrònic.
També a diferència de la caixa de canvis automàtica que utilitza el convertidor de parell en lloc del disc d’embragatge per canviar la posició dels engranatges (canviant així la marxa del cotxe), en el model semiautomàtic s’utilitza un equip controlat electrònicament per controlar l'embragatge (eliminant la necessitat utilitzar el pedal), que també té la funció d’ajustar el temps (sincronització i velocitat de la unitat) per fer que el canvi de marxa sigui ràpid i suau.
La palanca del canvi de marxa es troba a la mateixa ubicació que el model tradicional amb canvi manual, tot i que el canvi de marxa a l’opció manual és senzill, posicionant la palanca al costat que s’indica a la base de la palanca del canvi de canvi (canviant a l’opció manual) i prement cap endavant o cap enrere, tal com s’indica a la consola de palanca de cada model. També a la majoria de cotxes és habitual utilitzar el model de canvi de papallones (interruptors) col·locats darrere del volant anomenat Paddle Shift.
Actualment, molts sistemes de caixes de canvis semiautomàtiques també poden funcionar com a caixes de canvi automàtiques, deixant l’ordinador de la transmissió per determinar automàticament els canvis de marxes, aquests sistemes electrònics es milloren cada dia, alguns sistemes tenen la funció de reduir automàticament les marxes dels frens fins i tot en mode manual, algunes també tenen la funció d’adaptar-se al mode de conducció del conductor.

## Beneficis
La caixa de canvis semiautomàtica ha guanyat preferència a causa del cost de fabricació més barat que la caixa de canvis automàtica, també perquè ofereix al conductor la comoditat de canviar entre el mode automàtic i el manual i reduir el desgast dels frens, ja que quan el conductor trepitja el fre el sistema es desmarca. els engranatges.
El sistema electrònic també està dissenyat per minimitzar l’impacte del canvi de marxes, augmentant la vida útil de les marxes en relació amb la caixa de canvis manual, també aconsegueix reduir el consum de combustible ja que l'equip sap el moment adequat per passar a la marxa següent.

## Desavantatges
Si el sistema electrònic s’apaga, és impossible canviar de marxa.
Pot haver-hi algunes molèsties, com ara sacsejades quan s’enganxen algunes marxes (principalment a velocitats elevades), també hi ha algunes queixes sobre les incerteses del dispositiu electrònic a l’hora de saber quina marxa s'ha de posar en marxa, especialment en canvis bruscos d’acceleració o de pendent del terreny. En el mode de canvi manual, també hi pot haver queixes sobre retards en el canvi de marxa. Tots aquests desavantatges depenen molt del model del cotxe i de la forma de conduir del conductor i és molt important realitzar la prova de conducció per avaluar aquests punts.

## Fabricants
Tot i que la transmissió semiautomàtica és un sistema de canvi de marxa estàndard, molts fabricants d’automòbils utilitzen diferents sistemes de detecció per canviar de marxa als seus ordinadors, molts fabricants mantenen secrets els seus sistemes i patenten els seus noms com Dualogic (Fiat), Easytronic (Chevrolet), I-Motion (Volkswagen)), Powershift (Ford), Easy-R (Renault), 2-Tronic (Peugeot), I-Shift (Honda) o SMT (Toyota). Però tothom que creu que aquesta tecnologia és avui en dia s’equivoca, perquè en els anys 1961 a 1967, DKW va oferir la seva caixa de canvis Saxomat semiautomàtica per a tota la línia, només que el seu sistema funcionava amb contrapesos i centrífugues. La mateixa Fiat a finals dels anys 90 també havia llançat el Citymatic per al Fiat Palio, anomenat semiautomàtic, però no va tenir èxit perquè el model només eliminava la necessitat de trepitjar l'embragatge, però els canvis de marxa no tenien control electrònic i eren fabricats de la mateixa manera el conductor. Els camions i els autobusos dels anys 90 també utilitzaven aquest sistema, que ha estat millorat al llarg dels anys i que és impulsat per un sistema pneumàtic, a diferència dels automòbils que utilitzen un sistema electrohidràulic o només un sistema elèctric per canviar adequadament l'engranatge.

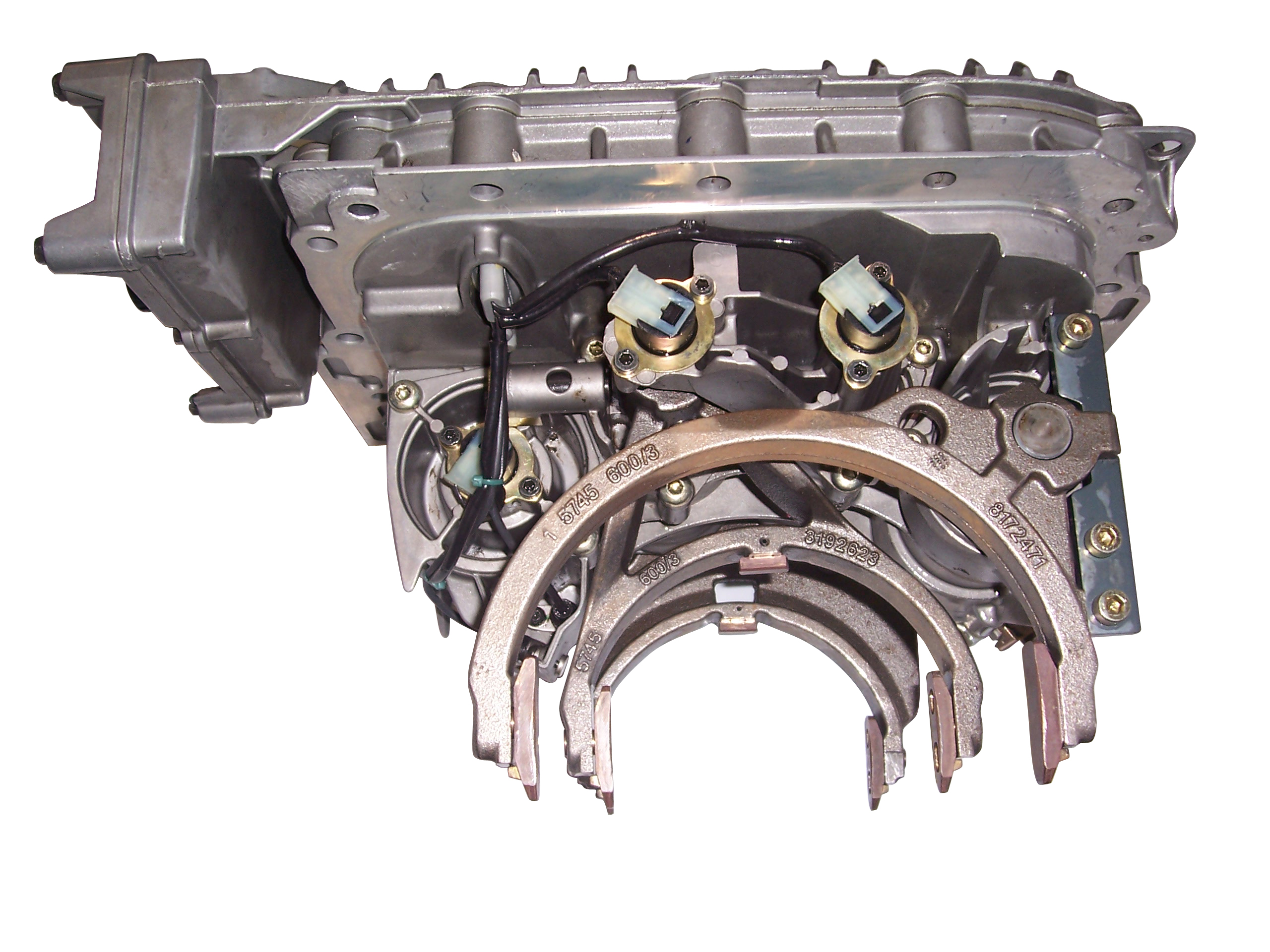
Sistema pneumàtic automatitzat per a vehicles pesants de mercaderies.

| Anys              | Nom                        | Notes |
| ----------------- | -------------------------- | --- |
| 1953–1954         | Plymouth Hy-Drive          | El convertidor de parell es va afegir a una transmissió manual de 3 velocitats, de manera que es podia conduir únicament a la marxa superior (per evitar l’ús de l'embragatge manual).                                                      |
| 1956–1963         | Renault Ferlec             | Embragatge automàtic (electromagnètic). Utilitzat al Renault Dauphine. |
| 1957–1961         | Mercedes-Benz Hydrak       | Embragatge automàtic (accionat per buit), més un convertidor de parell per arrencades des d'aturat. |
| 1959–? ?          | Citroën Traffi-Clutch      | Embragatge automàtic (centrífug). S’utilitza a Citroën 2CV, Citroen Traction Avant i Citroen Dyane . |
| 1965-1990         | VEB Sachsenring Hycomat    | Embragatge automàtic (electrohidràulic). S'utilitza al Trabant 601 . |
| 1966–? ?          | Embragatge automàtic Simca | Embragatge automàtic més convertidor de parell. S’utilitza al Simca 1000. |
| 1967–1977         | Embragatge automàtic NSU   | Embragatge automàtic (accionat per buit) més un convertidor de parell. S’utilitza a la NSU Ro 80 . |
| 1967–1976         | Porsche Sportomatic        | Embragatge automàtic (accionat per buit) més un convertidor de parell. S’utilitza al Porsche 911. |
| 1968–1976         | Volkswagen Autostick       | Embragatge automàtic (electro-pneumàtic) més un convertidor de parell. S’utilitza a Volkswagen Beetle i Volkswagen Karmann Ghia. |
| 1976–1980         | Citroën C-matic            | Embragatge automatitzat més convertidor de parell. S’utilitza a Citroën GS i Citroën CX . |
| 1991–1993         | Ferrari Valeo              | Embragatge automàtic (electromecànic). Utilitzat al Ferrari Mondial t. |
| 1992-1998         | RUF                        | Embragatge automàtic (electrohidràulic). S’utilitza al Ruf BTR i al Ruf BTR2 . |
| 1993-1998         | Saab Sensonic              | Embragatge automàtic (electrohidràulic). S’utilitza al Saab 900 NG . |
| 2020 – actualitat | Hyundai / Kia iMT          | Embragatge automàtic (electrohidràulic). S’utilitza a Hyundai Venue, Hyundai i20 i Kia Sonet. El pal de canvi té un patró de canvi similar a un cotxe totalment manual, a diferència dels AMT amb els seus selectors de marxes només + o -. |

## Ús en motos
Un primer exemple de motocicletes va ser l’ús d’un embragatge centrífug automàtic a principis dels anys seixanta per part del fabricant txecoslovac Jawa Moto. Aquest disseny també es va utilitzar sense el permís de Jawa al Honda Cub 50 de 1965, cosa que va provocar que Jawa demandés Honda per infracció de patents. Finalment, Honda va acordar pagar drets per cada motocicleta que utilitzava el disseny Jawa.
- Hondamatic (un nom també usat per diverses transmissions totalment automàtiques) de transmissió de dues velocitats equipat amb un convertidor de parell, com s'usa en el 1976 Honda CB750A, 1977 Honda CB400A Hawk, 1978 Honda CM400A i 1982 Honda CM450A.[17][18][19][20][21]
- Diverses minibicicletes, incloses les sèries Amstar Nostalgia 49,[22] Honda Z (Monkey Bike) i Honda ST, Suzuki DR-Z125,[23][24] Kawasaki KSR110, Kawasaki KLX-110 i KLX-110R,[25][26][27][28] Yamaha TT-R50E,[29] Suzuki DR-Z50[30] i Suzuki DR-Z70,[31][32][33][34] SSR SR110TR,[35] KTM 65 SX,[36] Honda CRF50F,[37] i molts més.
- Yamaha utilitzava un sistema d'embragatge automàtic anomenat YCCS en motocicletes com la Yamaha FJR1300AE 2006 de turisme esportiu.[38] Aquest sistema es pot canviar amb la palanca en la posició tradicional prop del peu esquerre o amb un interruptor accessible a la mà esquerra, on la palanca d'embragatge aniria en les motos tradicionals.
- 2007 BRP Can-Am Spyder Roadster de 5 velocitats (SE5) o 6 velocitats (SE6) transmissió[39]
- Diverses motocicletes underbone (pas a pas) dels anys setanta, com la Suzuki FR50 i la Suzuki FR80 i la Yamaha Townmate van utilitzar transmissions de 3 velocitats amb un canvi de marxa de taló i dit.
- Algunes bicicletes esportives d’ altes prestacions utilitzen un sistema de canvi de gallet, amb un gallet muntat al manillar, una paleta, un interruptor o un botó i un embragatge de funcionament automàtic.[40][41][42][43]
- Algunes motos tot terreny utilitzen aquest sistema, que de vegades es coneix com a transmissió d'embragatge automàtic,[44][45][46][47] incloent l' Honda CRF110F[48][49] i la Yamaha TT-R110E.[50][51][52] Mantenen el canvi de peu convencional per a motocicletes, però no és necessària la palanca manual d’embragatge manual.[53][54][55] A més, moltes motos de les quals es diu que tenen una "transmissió automàtica" és en realitat una transmissió semiautomàtica sense embragatge, on el conductor encara ha de fer clic a través dels engranatges manualment amb un canvi de peu, però no cal l'acció manual d'embragatge, ja que no hi ha cap palanca manual, i el sistema d'embragatge funciona automàticament, normalment mitjançant un embragatge centrífug.[56][57]

## Ús en altres vehicles
Altres usos destacats de les transmissions semiautomàtiques són:
- Entre els anys quaranta i seixanta, moltes petites locomotores de derivació dièsel van utilitzar transmissions epicícliques semiautomàtiques. Per exemple, el British Rail Class 03 i el British Rail Class 04 utilitzaven la transmissió Wilson-Drewry CA5 R7.[58]
- Sinclair SSS Powerflow : s’utilitza des de la dècada de 1950 fins a principis dels seixanta a les locomotores de mineria dièsel Huwood-Hudswell, la British Rail Class D2 / 7 i la British Rail Class D2 / 12.[59] El disseny de Powerflow és de tipus eix de fulla, amb engranatges de malla constant i un embragatge de gossos, cosa que li permet proporcionar subministrament d’energia sense interrupcions durant les pujades. Aquesta transmissió també es va utilitzar en alguns vehicles de carretera.[60]
- Pneumocíclics d’engranatges <i>autocambiables</i> : transmissió epicíclica construïda al Regne Unit des dels anys seixanta fins als vuitanta. Utilitzant un disseny similar a les seves anteriors caixes d’engranatges de preselecció, la transmissió pneumocíclica es va utilitzar en diversos autobusos, com ara el Leyland Leopard Leyland Panther i el Leyland Tiger.[61][62] També es va instal·lar en diversos milers de vagons dièsel britànics durant aquest temps.[cal citació]
- Programa Honda Electric Shift : s’utilitza en vehicles tot terreny, com l’ Honda TRX450FE del 1998 (també anomenat Foreman 450ES ESP) i el Honda Rincon del 2003-2005. El canvi es realitza prement qualsevol de les fletxes del selector d’engranatges al control esquerre del manillar, que activa un sistema de canvi elèctric.
- Quads ;[63] com ara la gamma ATV Honda ATC200 , l'Honda ATC185,[64] la més recent Honda TRX90X i Honda TRX250X (Honda SportClutch),[65] Suzuki LT125D Quadrunner (també coneguda com Suzuki QuadRunner 125), Suzuki LT 230, i el Suzuki Eiger 400, el Yamaha Big Bear 250,[66][67] Yamaha Big Bear 350,[68][69] i el Yamaha Big Bear 400,[70][71] el Yamaha Grizzly 80[72] i Yamaha Raptor 80,[73] la gamma ATV Yamaha Moto-4[74] la Yamaha YFB250 Timberwolf,[75] la gamma de quads Yamaha Tri-Moto[76][77] i molts altres.